# Chage Live Tour 2023 WINDY ROAD
『Chage Live Tour 2023 WINDY ROAD』（チャゲ・ライブ・ツアー 2023 ウィンディー・ロード）は、Chageのライブ・ビデオ。2024年7月31日にBlu-ray Discで発売された。

## 概要
2023年9月3日から9月30日にかけて行われたライブツアー『Chage Live Tour 2023 WINDY ROAD』。本作はそのコンサートツアーからファイナル・9月30日の東京・Zepp Haneda公演の模様を収録したもの。

## 収録曲
1. PATIENCE
作曲：Chage
2. 幸せな不条理
作詞・作曲：Chage
3. [7]
作詞・作曲：Chage
4. 笑顔見せて
作詞・作曲：Chage
5. No.3
作詞・作曲：Chage
6. 謎2遊戯
作詞：松井五郎　作曲：Chage
7. 赤いベッド
作詞：澤地隆　作曲：Chage
8. 春の雪
作詞：Chage　作曲：西川進
9. 機嫌が悪いの
作詞：青木せい子　作曲：Chage
10. 流れ星のゆくえ
作詞：澤地隆　作曲：Chage
11. トウキョータワー
作詞・作曲：Chage
12. もうひとつのLOVE SONG
作詞・作曲：Chage
13. GO! GO! GO!
作詞・作曲：Chage
14. ふたりの愛ランド
作詞：Chage・松井五郎　作曲：Chage
15. 東京Doll
作詞：澤地隆　作曲：Chage
16. equal
作詞：松井五郎　作曲：Chage
17. 青い空だけじゃない
作詞・作曲：Chage
18. 幸せな不条理（アンコール）
作詞・作曲：Chage
19. WINDY ROAD（アンコール）
作詞：澤地隆　作曲：Chage